# Ila Ayn
Ila Ayn è un film del 1957 diretto da Georges Nasser.